# Кетоярви
Кетоярви — озеро на территории Луусалмского сельского поселения Калевальского района Республики Карелии.

## Общие сведения
Площадь озера — 1,2 км², площадь водосборного бассейна — 161 км². Располагается на высоте 226,4 метров над уровнем моря.
Форма озера продолговатая: оно вытянуто с северо-запада на юго-восток. Берега каменисто-песчаные.
Через озеро протекает река Войница, впадающая в озеро Ридалакши, которое протокой соединяется с озером Верхним Куйто.
По центру озера расположен один относительно крупный (по масштабам водоёма) остров без названия.
Озеро расположено в 2,5 км от Российско-финляндской границы.
Код объекта в государственном водном реестре — 02020000811102000004241.